# Convair C-131 Samaritan
Convair C-131 Samaritan – amerykański wojskowy samolot transportowy przeznaczony do ewakuacji medycznej i przewozu ważnych osobistości będący zmilitaryzowaną wersją pasażerskiego samolotu Convair CV-240 i jego kolejnych modyfikacji.

## Wersje
- C-131A - wersja do przewozu 37 pasażerów, zbudowano 26 takich maszyn.
- C-131B - wersja do przewozu 48 pasażerów.
- HC-131A - wersja C-131A używana przez United States Coast Guard.
- MC-131A - wersja C-131A przystosowana do ewakuacji medycznej.
- VC-131A - wersja C-131A przystosowana do przewozu ważnych osobistości.
- JC-131B - wersja C-131B przystosowana do śledzenia pocisków balistycznych.
- NC-131B - wersja C-131B używana w programach badawczych. Jeden samolot.
- VC-131B - wersja C-131B przystosowana do przewozu ważnych osobistości.
- YC-131C - dwa samoloty przystosowane do badań silników Allison 501D-13.
- C-131D - wojskowa wersja Convair CV-340.
- VC-131D - C-131D przystosowany do przewozu ważnych osobistości.
- C-131E - wersja przeznaczona do szkolenia operatorów systemów walki radioelektronicznej ze Strategic Air Command.
- TC-131E - C-131E po zmianie oznaczenia.
- R4Y-1 - wersja transportowa US Navy będąca zmilitaryzowaną wersją pasażerskiego samolotu Convair CV-340.
- C-131F - wersja R4Y-1 po zmianie nazwy.
- RC-131F - wersja przeznaczona do zdjęć lotniczych.
- R4Y-1Z - wersja US Navy przystosowana do przewozu ważnych osobistości.
- VC-131F - R4Y-1Z po zmianie oznaczenia.
- R4Y-2 - oznaczenie marynarki dla wersji C-131E.
- C-131G - wersja R4Y-2 po zmianie oznaczenia.
- EC-131G - modyfikacja jednego samolotu wersji C-131G służąca do badań aparatury elektronicznej.
- VC-131G - wersja C-131G przystosowana do przewozu ważnych osobistości.
- C-131H - wersja transportowa będąca zmilitaryzowaną wersją pasażerskiego samolotu Convair CV-580.
- NC-131H - wersja z przedłużoną kabiną.
- R4Y-2Q - projektowana wersja R4Y-2 do walki przeciwelektronicznej.
- R4Y-2S - projektowana wersja samolotu służąca do szkoleń w zwalczaniu łodzi podwodnych.
- XT-29 - oznaczenie prototypu modelu CV-240 służącego do szkoleń nawigatorów US AIr Force.
- T-29A - wersja służąca do szkolenia nawigatorów.
- VT-29A - wersja T-29A przystosowana do przewozu ważnych osobistości.
- T-29B - samolot do szkolenia nawigatorów i radiooperatorów.
- NT-29B - samolot przeznaczony do badań i testów.
- VT-29B - wersja T-29B przystosowana do przewozu ważnych osobistości.
- T-29C - wersja T-29B z silnikami Pratt & Whitney R-2800-29W.
- AT-29C - wersja T-29C przeznaczona do kontroli lotów.
- ET-29C - wersja AT-29C po zmianie oznaczenia.
- VT-29C - wersja T-29C przeznaczona do przewozu ważnych osobistości.
- T-29D - wersja do szkolenia załóg samolotów bombardujących.
- ET-29D - wersja T-29D przeznaczona do kontroli lotów.
- VT-29D - wersja T-29D przeznaczona do przewozu ważnych osobistości.